# Tinnea mirabilis
Tinnea mirabilis là một loài thực vật có hoa trong họ Hoa môi. Loài này được (Bullock) Vollesen miêu tả khoa học đầu tiên năm 1975.